# Jamboree mondiale dello scautismo
Il Jamboree mondiale dello scautismo (World Scout Jamboree) è un jamboree scout che raduna decine di migliaia di scout tra i 14 e i 17 anni da tutto il mondo.

## Elenco dei jamboree mondiali
| N°    | Anno      | Luogo                                                                                                 | Data                    | Motto                                                        | Nazioni | Partecipanti  |
| ----- | --------- | --- | ----------------------- | ------------------------------------------------------------ | ------- | ------------- |
| 1°    | 1920      | Olympia, Londra ( Regno Unito)                                                                        | 31 luglio - 7 agosto    | Scopri un mondo di pace                                      | 34      | 8 000         |
| 2°    | 1924      | Ermelunden ( Danimarca)                                                                               | 9 - 17 agosto           | Cittadinanza del mondo                                       | 34      | 4 549         |
| 3°    | 1929      | Arrowe Park, Birkenhead ( Regno Unito)                                                                | 29 luglio - 12 agosto   | Jamboree della maggiore età                                  | 69      | 50 000        |
| 4°    | 1933      | Gödöllő ( Ungheria)                                                                                   | 1º - 15 agosto          | Affronta nuove avventure                                     | 48      | 25 792        |
| 5°    | 1937      | Vogelenzang, Bloemendaal ( Paesi Bassi)                                                               | 31 luglio - 9 agosto    | Jamboree del canto degli uccelli                             | 54      | 28 750        |
| 6°    | 1947      | Redavalle ( Italia)                                                                                   | 9 - 18 agosto           | Jamboree della Pace                                          | 38      | 24 152        |
| 7°    | 1951      | Bad Ischl, Salzkammergut ( Austria)                                                                   | 3 - 13 agosto           | Jamboree della Semplicità                                    | 61      | 12 884        |
| 8°    | 1955      | Niagara-on-the-Lake, Ontario ( Canada)                                                                | 18 - 28 agosto          | Jamboree dei Nuovi Orizzonti                                 | 71      | 11 139        |
| 9°    | 1957      | Sutton Park, Sutton Coldfield ( Regno Unito)                                                          | 1º - 12 agosto          | Jamboree del Giubileo (50º anniversario)                     | 80      | 30 000        |
| 10°   | 1959      | Mt. Makiling, Laguna ( Filippine)                                                                     | 17 - 26 luglio          | Costruire oggi il domani                                     | 44      | 12 203        |
| 11°   | 1963      | Maratona ( Grecia)                                                                                    | 1º - 11 agosto          | Più in alto e più lontano                                    | 89      | 14 000        |
| 12°   | 1967      | Farragut State Park, Idaho ( Stati Uniti)                                                             | 31 luglio - 9 agosto    | Per l'amicizia                                               | 105     | 12 011        |
| 13°   | 1971      | Asagiri Heights, Fujinomiya ( Giappone)                                                               | 2 - 10 agosto           | Per comprendersi                                             | 87      | 23 758        |
| 14°   | 1975      | Lago Mjøsa, Lillehammer ( Norvegia)                                                                   | 29 luglio - 7 agosto    | Cinque dita, una mano                                        | 91      | 17 259        |
| canc. | 1979      | Nīshāpūr ( Iran)                                                                                      | ?                       | (annullato per instabilità politica)                         |         |               |
| 15°   | 1983      | Kananaskis Country, Alberta ( Canada)                                                                 | 4 - 16 luglio           | Lo spirito vivrà                                             | 106     | 14 752        |
| 16°   | 1987/1988 | Cataract Scout Park, Sydney ( Australia)                                                              | 30 dicembre - 7 gennaio | Per unire tutto il mondo                                     | 84      | 14 434        |
| 17°   | 1991      | Mt. Sorak National Park ( Corea del Sud)                                                              | 8 - 16 luglio           | Molte nazioni, un solo mondo                                 | 135     | 20 000        |
| 18°   | 1995      | Dronten, Flevoland ( Paesi Bassi)                                                                     | 1º - 11 agosto          | Il futuro è adesso                                           | 166     | 28 960        |
| 19°   | 1998/1999 | Picarquín ( Cile)                                                                                     | 27 dicembre - 6 gennaio | Costruire la pace insieme                                    | 157     | 31 000        |
| 20°   | 2002/2003 | Sattahip ( Thailandia)                                                                                | 28 dicembre - 7 gennaio | Condividiamo il nostro mondo, condividiamo le nostre culture | 143     | 24 000        |
| 21°   | 2007      | Hylands Park, Chelmsford, Essex ( Regno Unito)                                                        | 27 luglio - 8 agosto    | Un mondo, una promessa (100º anniversario)                   | 158     | 38 074        |
| 22°   | 2011      | Rinkaby ( Svezia)                                                                                     | 27 luglio - 7 agosto    | Semplicemente scautismo                                      | 169     | 40 061        |
| 23°   | 2015      | Kirarahama, prefettura di Yamaguchi ( Giappone)                                                       | 27 luglio - 8 agosto    | Uno spirito di unità                                         | 152     | 33 838        |
| 24°   | 2019      | Summit Bechtel Family National Scout Reserve, Contea di Fayette (Virginia Occidentale) ( Stati Uniti) | 22 luglio-2 agosto      | Sblocca un nuovo mondo                                       | 130     | 46 000        |
| 25°   | 2023      | Saemangeum, Contea di Buan ( Corea del Sud)                                                           | 1-12 agosto             | Disegna il tuo sogno                                         | 123     | 30 000/50 000 |
| 26°   | 2027      | Danzica, ( Polonia)                                                                                   | 30 luglio-8 agosto      | Coraggiosamente                                              |         |               |
| 27º   | 2031      | Silkeborg, ( Danimarca)                                                                               | 28 luglio-8 agosto      |                                                              |         |               |